# Käthe Paulus
Käthe Paulus (Zellhausen, 1868. december 22. – Berlin/Reinickendorf, 1935. július 25.) német légi akrobata, ejtőernyős, az összecsukható ejtőernyő feltalálója. Nevét a szakirodalom több változatban említi: Katharina Paulus vagy Katchen Paulus.

## Életpálya
Szülőfalujából szüleivel Frankfurt elővárosába, Oberradba költözött. 1890-ben ott ismerkedett meg Carl Christoph Hermann Lattemannal, a kiváló léghajóssal és ejtőernyős ugróval. 
A léggömbből történő ejtőernyőzés kezdetén az ugró, egy kinyílt, de nem kifeszült ejtőernyővel egy kis ballon alatt függött, amely egy hosszú kötéllel a fő ballon oldalán lebegett. Hasonló elrendezéssel függött az ejtőernyője egy főballonon a híres német úttörőknek, Hermann Lattemannnak és Paulusnak. 1890-ben Paulus sikeres léghajós vizsgát tett. Lattemann ezután avatta be az általa használt ballonok és ejtőernyők felépítésének, készítésének és karbantartásának legapróbb részleteibe. Hermann és tanítványa Paulus közös bemutató ugrásokat tartottak a kétfokozatú ejtőernyővel (kettős ejtőernyővel). A fokozatos ejtőernyőt összegöngyölítve és zsákba csomagolva hordták. Az ejtőernyőzés történetében Paulus igen figyelemre méltó, forradalmian új módon foglalkozott az ejtőernyő hajtogatásával. Ejtőernyőjét saját maga igen nagy gonddal hajtogatta be zsákjába, úgy hogy nyitás közben a zsinórok ne tudjanak összegubancolódni. Nyitáskor először a zsinórok csúsztak ki a tokból, majd a kupola. 
Paulus hajtott végre a történelemben először „kettős ugrást”. Léggömbről 1200 méteres magasságból ugrást hajtott végre, majd a kinyílt ernyőt leoldotta és új ernyőt nyitott ismét. 1892-ben szokatlan tettet hajtott végre Olaszországban. Parmában 2000 méteres magasságban ugrott ki léggömbből és 70 perc alatt ért földet. 1894-ben Lattemann léggömbje lezuhant, miközben Paulus ejtőernyőjével sikeresen földet ért. Ezután Paulus egyedül végezte bemutató repüléseit és ugrásait. Beutazta egész Európát, amikor 1912-ben felhagyott az aktív ejtőernyőzéssel és ballonrepüléssel, már 516 ballonrepülés és 147 ejtőernyős ugrás volt mögötte, ez utóbbiból 65 már kettős ejtőernyővel történt. Ő volt az, aki egy célszerű hordtáskát alakított ki az ejtőernyőnek, amelyben az ejtőernyő hajtogatott állapotban egy függesztő gyűrűn lógott a ballon és a kosár között. Paulus által alkalmazott kupola 16 szeletből állt, és az átmérője 7 méter volt. A kupolát szálirányú szabású pamut anyagból készítették, és a szeletek cikkekből voltak összevarrva. A zsinórok lenből vagy kenderből készültek, és a belépőélen lévő karikákhoz voltak erősítve, a másik végük egy központi kötélhez voltak erősítve, amelyen az ugró függött. Aktív pályafutása végén felajánlotta a porosz hadügyminisztériumnak, hogy vizsgálják meg a hajtogatott ejtőernyő csomagját, hogy az alkalmas-e a ballonpilóták mentőkészülékeként. Nem volt érdeklődés. Motorospilóta növendék lett, de az új repülési lehetőség nem nyerte el tetszését. 1915 nyarán, az első világháború második évében a hadügyminisztérium megbízta ejtőernyők és ballonkupolák készítésével. 1915-ben megnyitotta mentőernyőket gyártó cégét. 1918-ig a háború végéig mintegy 7000 ejtőernyő és 1000 ballonkupola készült el. Az általa kifejlesztett ernyők sok német ballonos megfigyelő életét mentették meg az első világháborúban.

## Szakmai sikerek
- 1917 áprilisában Ernst von Hoeppner generális a légierő főparancsnoka a segéderők szolgálati keresztjével tüntette ki,
- tulajdonosa a bajor Hesseni kitüntetések,
- 1971. január 1-jétől sírját a berlini szenátus emléksírhelyként ismerte el,